# José de las Casas Acevedo
José de las Casas Acevedo (1926 - Madrid, 25 de juliol de 2004) va ser un periodista espanyol.

## Biografia
Malgrat llicenciar-se en Dret, va desenvolupar la seva carrera professional en el món del periodisme, en el qual es va iniciar en 1946 col·laborant amb el diari El Alcázar.
En 1956 ingressa en Televisió espanyola, estant considerat, de fet, un dels pioners del mitjà a Espanya. Des d'aquest moment i fins a 1968 va ser el responsable de l'àrea d'informatius i artífex primer del Telediario, el noticiari degà en la televisió en Espanya, emès diariamiente des de l'any 1957. També va dissenyar programes com A toda plana, Enviado especial i Perfil de la semana; també va promoure la incorporació a TVE i va impulsar la carrera de joves professionals procedents de l'Escola Oficial de Periodisme, com Jesús Hermida.
Entre 1968 i 1970 va ser Director de Televisió Espanyola
Posteriorment, entre 1989 i 1992, treballa en Antena 3 amb el càrrec de director de Formació, asseient, com havia fet trenta anys abans, les bases dels nous informatius.
En la seva última etapa va ser reconegut per l'Acadèmia de les Ciències i les Arts de Televisió d'Espanya, que en 1999 li va concedir el Premi A tota una vida. Va ser, dees de 2000, membre de la Junta Directiva de l'Acadèmia, va dirigir la seva revista Carta de Ajuste i des de 2002 fins a la seva defunció, va ser el seu portaveu.
En 1968 va rebre el Premi Antena de Oro, per la seva labor en televisió.